# 大津弁護人不出頭事件
大津弁護人不出頭事件（おおつべんごにんふしゅっとうじけん）とは刑事訴訟における必要的弁護事件において弁護人が法廷への不出頭を繰り返した刑事訴訟。

## 概要
1969年3月にタクシー運転手Xが女性客を大津市内の公園に連れ込みキスをしようとしたが、抵抗されたために殴る等の常習的な暴力事件を3件起こしたことで、暴力行為等処罰法違反等で起訴された。刑事訴訟法第289条で法定刑の自由刑の上限が3年を超える事件は弁護人がいなければ開廷することができない必要的弁護事件であるが、被告人Xが問われた罪は最高刑が懲役10年のため、必要的弁護事件の対象であった。
しかし、被告人Xは体調不良を理由に出廷せず、国選弁護人に対する不出頭要請や解任請求をするなどをしたために、国選弁護人の選任と解任が繰り返され、私選弁護人は被告の意を汲んで公判期日の不出頭等を繰り返し、裁判所が選任した国選弁護人も被告人Xからの執拗な暴行や脅迫を理由に公判期日に出頭しなくなる訴訟遅延行為（後述）を行った。
そのため、大津地裁は被告人Xと弁護人が不出廷のまま審理を進め1979年3月8日に「被告人が訴訟遅延を図った場合、例外的に弁護人抜きの裁判は許される」等と判断し、求刑通り懲役1年6ヵ月の有罪判決を言い渡した。被告人Xは控訴し、1981年12月15日の大阪高裁は「弁護人の不出廷について被告人に責任があるからといって例外を認められない」として一審判決を破棄し、大津地裁に審理を差し戻した。差し戻しの大津地裁でも被告人Xは同様の訴訟遅延行為（後述）を行ったために弁護人不在で審理を進め、1984年2月7日に再び懲役1年6ヵ月の有罪判決を言い渡した。被告人Xは控訴するも、1993年9月7日に第二次大阪高裁は「被告人Xは国選弁護人に暴行や脅迫を加えて、法廷への不出廷を強要する等必要的弁護制度を盾に取って、訴訟の進行を支配しようとした」「被告は制度を乱用しており、利益を受けるに値しない」「制度を逆手に取って、自分の意のままに訴訟の進行を支配しようとした稀な事例。裁判の威信を損なう結果になりかねず、刑事訴訟法第289条の除外事由として容認される。」として控訴を棄却した。被告人Xは上告した。
1995年3月27日に最高裁は必要的弁護事件の制度の重要性を述べた上で「被告人Xは審理に弁護人の立ち会いが必要なことを熟知しながら、様々な手段で審理の進行を妨害した」「裁判所が弁護人の出頭を確保するために方策を尽くしたにもかかわらず、被告人の妨害によって弁護人不出頭の事態を解消することが極めて困難な場合は必要的弁護制度の適用がない」と判断して上告を棄却し、懲役1年6ヵ月の有罪判決が確定した。

## 被告人Xの裁判遅延行為
審理過程において、被告人Xは、以下のような様々な手法で公判手続の進行妨害を図り、その中で必要的弁護事件の制度を悪用する手法を用いた。
差し戻し前の第一次第一審：大津地裁
審理期間約10年
- 公判期日への不出頭
- 勾引状を執行不能にさせる出廷拒否
- 裁判官忌避申立て（18回）
- 書記官忌避申立て（1回）
- 管轄移転の請求（13回）
- 国選弁護人に対する公判期日への不出頭要求
- 国選弁護人の度々の解任請求（選解任を繰り返された国選弁護人のべ8名）

第一次控訴審：大阪高裁
審理期間約2年、公判期日7回
- 私選弁護人2名を出頭させず辞任させる
- 国選弁護人2名に対する度々の解任請求

差し戻し後の第二次第一審：大津地裁
審理期間約1年半、公判期日16回
- 保釈取消しによる収監前
  - 裁判所からの送達書類の受け取り拒否、未開封返送
  - 公判期日への出頭拒否
  - 度々の疎明資料のない公判期日変更請求
  - 当初の国選弁護人の不出頭
  - 滋賀県弁護士会が推薦した新規の国選弁護人（同会会長ら）の自宅に押しかけ、同弁護人の妻子に対し国選弁護人の不出廷を要求して威迫する行為および同弁護人に対し暴行・脅迫を繰り返す行為
- 収監後
  - 公判期日への出廷拒否
  - 裁判官忌避申立て（12回）
  - 管轄移転の請求（2回）
  - 私選弁護人の途中退廷、2ヶ月先の期日指定要求、在廷命令を無視した退廷、不出頭

## その他
- オウム真理教事件で逮捕・起訴された麻原彰晃が刑事訴訟の初公判の前日の1995年10月25日に私選弁護人である横山昭二を解任したことについて、マスコミから裁判の引き延ばし戦術と報道され、麻原が弁護人解任等の裁判引き延ばし戦術を行った場合について、弁護人不在で裁判を進めることが可能なのかについて、この事件の1995年4月7日の最高裁判決が取り上げられたことがある[6]。
- 2004年の刑事訴訟法改正で、刑事訴訟法第289条第3項に「弁護人がなければ開廷することができない場合において、弁護人が出頭しないおそれがあるときは、裁判所は、職権で弁護人を付することができる」規定が設けられた[1]。